# Serpentine (rivière)
Pour les articles homonymes, voir Serpentine.
La Serpentine est une rivière française du département Jura de la région Bourgogne-Franche-Comté et un affluent droit de Ain, c'est-à-dire un sous-affluent du Rhône.

## Géographie
De 11,2 kilomètres de longueur,
la Serpentine prend sa source sur la commune de Censeau au sud du village, à 815 mètres d'altitude.
Elle coule globalement du nord-est vers le sud-ouest et conflue avec l'Ain sur la commune de Conte, à 659 mètres d'altitude.
On peut remarquer qu'à la confluence, la longueur de l'Ain n'est que de 1,1 km pour 11,2 km pour la Serpentine. La confluence est aussi près du Moulin du Saut et de l'usine électrique de Bellefontaine,.

## Communes et cantons traversés
Dans le seul département de Jura, la Serpentine traverse sept communes et un canton :
- dans le sens amont vers aval : (source) Censeau, Communailles-en-Montagne, Molpré, Mièges, Nozeroy, Doye, Conte (confluence).

Soit en termes de cantons, la Serpentine prend source et conflue dans le même canton de Nozeroy.

## Affluents
La Serpentine a trois affluents référencés :
- le ruisseau du Martinet (rg), 3,3 km, sur les deux communes de Communailles-en-Montagne et Mignovillard.
- le ruisseau du Gouffre de l'Houle (rd), 5,3 km, sur les cinq communes de Esserval-Tartre, Plénise, Nozeroy, Mièges et Esserval-Combe.
- la Settière (rg), 6,6 km, sur les quatre communes de Nozeroy, Rix, Longcochon, La Latette.

## Aménagements

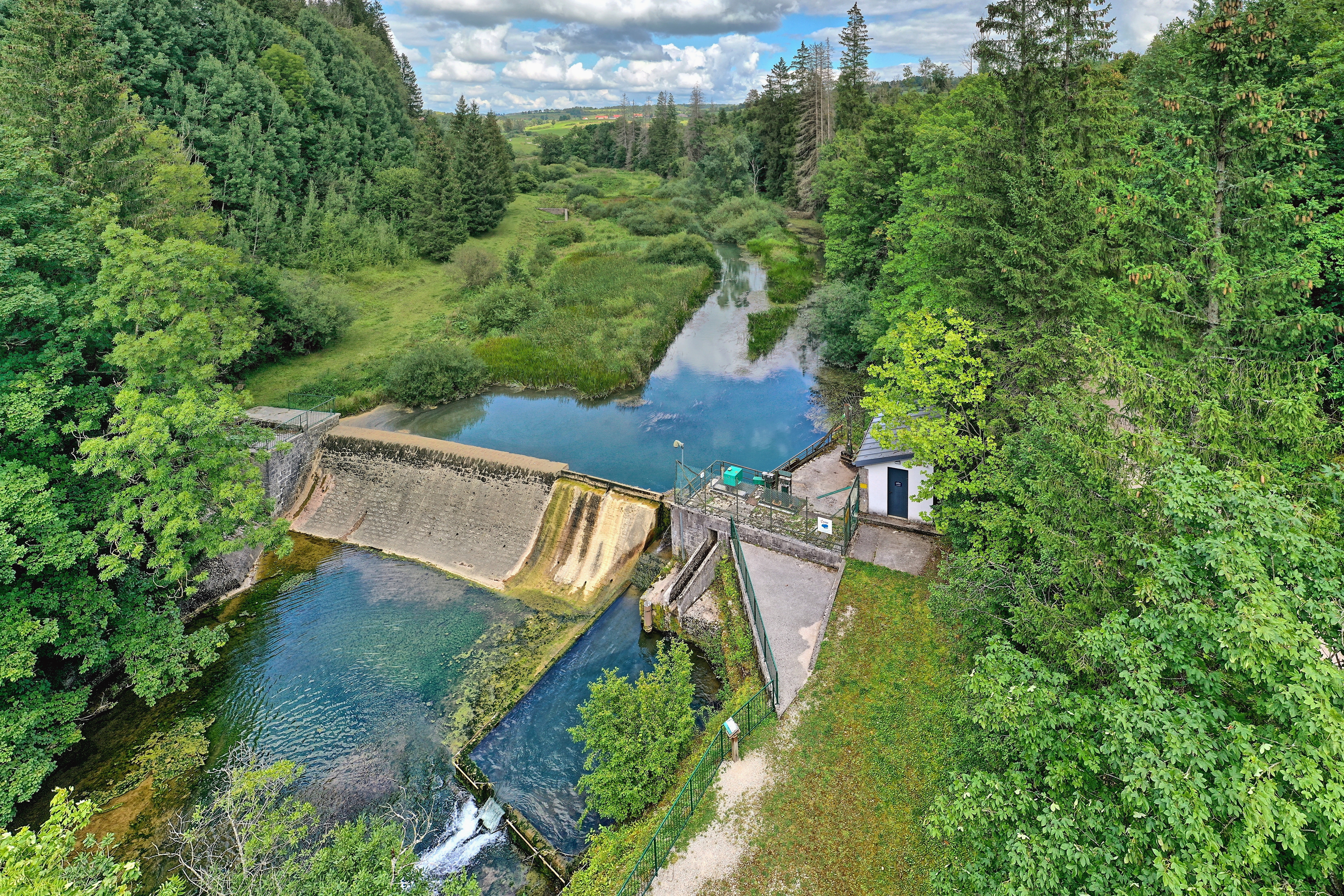
Le barrage de l'usine électrique de Bellefontaine.

Au sud-est de la commune de Molpré est installé le Moulin du Pont, juste avant de rejoindre les communes de Mièges et Nozeroy.
La centrale de Bellefontaine, reconstruite en 1968 par EDF, permet de turbiner derrière un barrage-poids une retenue de 20 000 m3 avec une chute de 53 m de haut, pour une production annuelle de 3,2 GWh et une puissance de 1 080 kw. En 1997 une turbine Francis horizontale de marque Dumont était en service.

## Hydrologie
La superficie du bassin versant L'Ain de sa source à la Serpentine incluse (V200) est de 157 km2. Le rang de Strahler est de deux.

## Écologie et tourisme

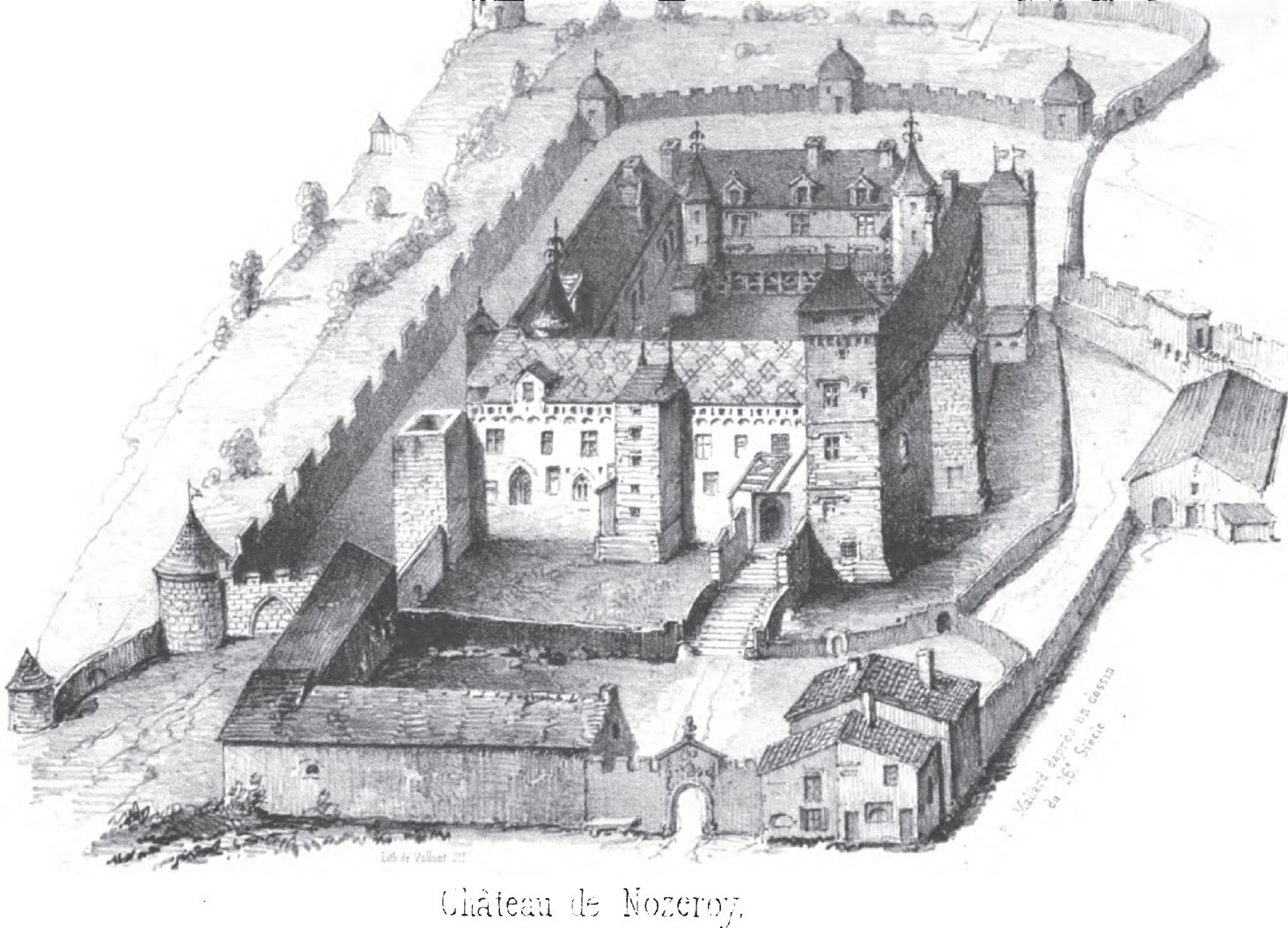
le château de Nozeroy du XVe siècle

- La Serpentine est un cours d'eau de première catégorie[8] et l'AAPPMA la Gaule du Val de Mièges gère le parcours de la Serpentine et de ses affluents[9].
- Le château de Nozeroy ou palais de Nozeroy est un ancien luxueux palais en ruine du XVe siècle, surnommé à l'époque la « perle du Jura », construit sur un château fort du XIIIe siècle à Nozeroy, qui fut capitale durant 300 ans du fief jurassien de la Maison de Chalon-Arlay, en Franche-Comté. Les ruines sont inscrites aux monuments historiques depuis le 15 juillet 1927[10].

- La cascade du moulin du saut fait partie des sites inscrits du Jura par la DREAL[11].